# Jeugdvoetbal De Held
SJO De Held (Samenwerkende Jeugd Opleiding) was van 2000 tot en met juni 2015 de jeugdopleiding van de zaterdagclub CSVH en de zondagclub vv Hoogkerk uit Hoogkerk, provincie Groningen, Nederland. Beide dorpsclubs dachten in de jaren negentig van de twintigste eeuw dat ze zelfstandig geen jeugdafdeling konden behouden en besloten hun jeugd te laten samengaan. De thuisbasis van De Held was sportpark "De Verbetering".
Nadat de beide Hoogkerker clubs in 2015 fuseerden tot HFC'15, werd "SJO De Held", vernoemd naar de gelijknamige wijk in stad Groningen, hierin opgenomen als de jeugdafdeling van deze nieuwe amateurvoetbalvereniging.

## Zomertoernooi
Elk jaar organiseerde De Held een zomertoernooi waarbij ieder team uit de regio zich kon opgeven. De teams die zich opgaven kwamen uit de gehele provincie.
Sinds 2012 werden de toernooien van de A-,B- en C-junioren op en andere datum gehouden dan die van de D-, E-, en F-pupillen omdat er te weinig ruimte aan kleedkamers en parkeerplaatsen was.